# Empiri

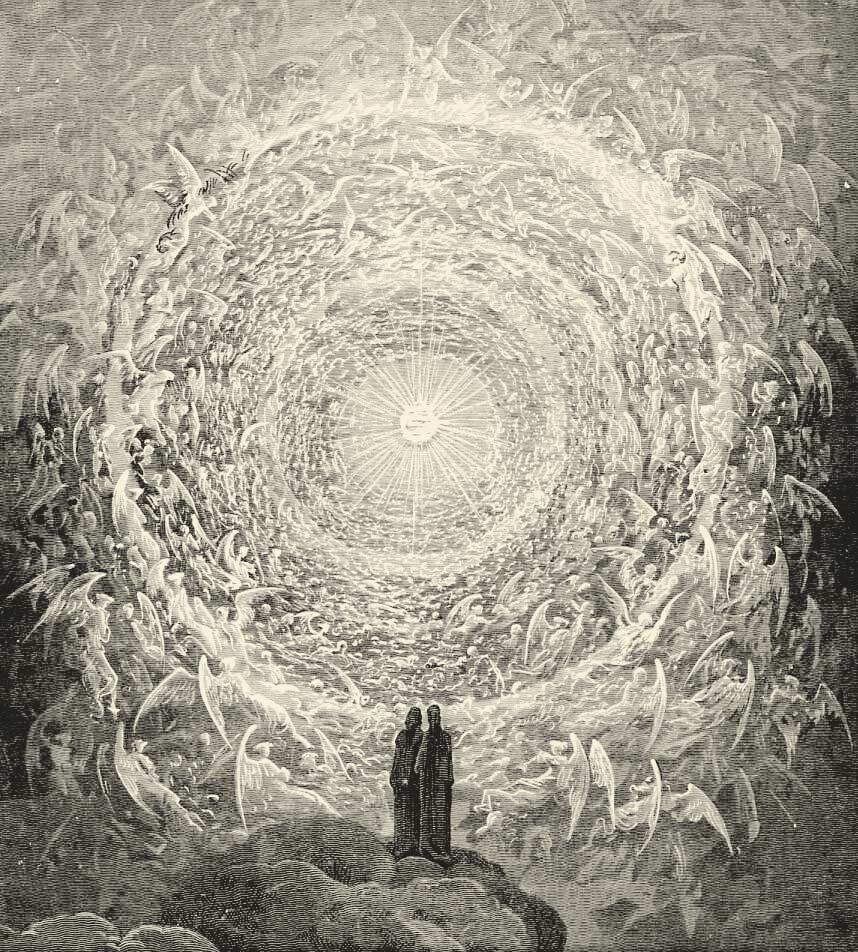
L'Empiri en una edició de la Divina Comèdia il·lustrada per Gustave Doré.

L'Empiri, l'Empíria és, en la teologia catòlica medieval, el més alt dels cels. És, per tant, el lloc on roman Déu en la seva presència física, i on resideixen també els àngels i les ànimes acollides en el Paradís. L'Empiri s'emmarca en l'àmbit de la teoria geocèntrica, la qual, fins a la publicació de les teories de Copèrnic l'any 1543, era acceptada per tots els experts de la matèria de forma unànime. Segons el model de Ptolemeu, la Terra es trobava en el centre de l'univers, rodejada per vuit esferes celestes (els cels: en les primeres set hi havia els planetes (Lluna, Mercuri, Venus, Sol, Mart, Júpiter i Saturn, mentre que en la vuitena s'hi trobaven les estrelles.
Els teòlegs medievals, inspirant-se en la doctrina d'Aristòtil, introduïren un novè cel, el Primer mòbil, que no estava contingut per cap altre, però que originava i alimentava el moviment de la resta. Aquesta visió subratlla la importància del nombre nou en el concepte de la Santíssima Trinitat de Déu (9 = 3×3).
L'Empiri es trobava sobre els mencionats nou cels. No estava limitat espacialment ni constituït de matèria, com si es pensava que ho estaven la resta de regions. Era, en realitat, un indret espiritual, més enllà del temps i l'espai. Mentre que els nou cels estan en continu moviment, l'Empiri es troba eternament immòbil.